# Публий Валерий Публикола (консул 352 года до н. э.)
Публий Валерий Публикола (лат. Publius Valerius Publicola) — политический деятель эпохи Римской республики.
Происходил из патрицианского рода Валериев. В 352 году до н. э. Публикола занимал должность консула вместе с Гаем Марцием Рутилом.
Два года спустя, в 350 году до н. э, он был претором и командовал резервной римской армией во время войны с галлами.
В 344 году до н. э. Публикола избирался диктатором для проведения общественных игр. Его начальником конницы был Квинт Фабий Амбуст.